# Kentekenplaatverlichting
Kentekenplaatverlichting of nummerplaatverlichting is verlichting die zorgt voor het verlichten van de kentekenplaat wanneer het donker is. De nummerplaatverlichting dient de leesbaarheid van de aan de achterzijde van het voertuig bevestigde kentekenplaat van een motorvoertuig te waarborgen.

## Bepalingen
Bij het ontwerpen van auto's moet bestaande Europese en nationale regelgeving nageleefd worden. Het elektrische circuit moet zodanig zijn ontworpen dat de indicatorverlichting altijd tegelijk met de achterlichten en eventuele bestaande grenswaarden wordt ingeschakeld en uitgeschakeld. Lichtgevende diodes worden steeds vaker gebruikt. Deze zijn efficiënter dan conventionele gloeilampen en vooral aanzienlijk duurzamer door hun lagere warmteverlies. In de regel werken ze gedurende de hele levensduur van het voertuig. Het licht van het kentekenlicht moet zo kleurloos mogelijk zijn, zodat de kleuren van de kentekenplaat niet significant veranderd lijken. Om irritatie van achterliggende bestuurders te voorkomen, mag er geen lichtstraal rechtstreeks naar achteren uitstralen; dat wil zeggen, het licht van de nummerplaatverlichting mag niet herkenbaar zijn. Dit wordt bereikt door een bepaalde lichtfalenhoek in te stellen. Daarnaast bevatten de voorschriften gedetailleerde specificaties over onder andere intensiteit, lichtintensiteitsniveaus, luminantie en de lichtbronmodule. 
Samengevat dienen alle bepalingen als doel: de nummerplaat moet in het donker leesbaar zijn vanaf een afstand van 20 meter.
Deze verlichting is verplicht in België. Als deze niet werkt kan het voertuig om die reden afgekeurd worden.
In Nederland wordt in officiële communicatie ook verwezen naar nummerplaatverlichting en is werkende verlichting tevens een APK-keuringseis.
achterlicht · achteruitrijlicht · contourverlichting · dagrijverlichting · dimlicht · fietsverlichting · groot licht · kentekenplaatverlichting · koplamp · mistlamp · remlicht · richtingaanwijzer · waarschuwingsknipperlicht · stadslicht · verstraler · zijmarkeringslicht · zwaailicht